# Identitat (pel·lícula)
Identitat (títol original en anglès: Identity) és una pel·lícula estatunidenca que barreja els gèneres del terror, thriller psicològic i suspens, que té lloc en un lúgubre hotel sotjat per una voraç tempesta, realitzada el 2003 pel director James Mangold, sobre un guió original de Michael Cooney. Produïda per l'estudi Columbia Pictures, té una hora i mitja de duració i es va estrenar el 25 d'abril de 2003 als Estats Units. Ha estat doblada al català.

## Argument
En mig d'una furiosa i voraç tempesta, el cotxe de la família York (composta pel matrimoni de George i Alice, i el seu petit fill Timmy) es queda tirat a la carretera perquè ha punxat un dels seus pneumàtics amb un taló de sabata. Aquest havia estat tirat accidentalment per Paris Nevada, una jove prostituta que intenta refer la seva vida, tornant al seu poble natal.
Quan George surt a revisar el pneumàtic, la seva esposa és atropellada sense voler per Ed Dakota, un ex policia convertit ara en xofer de Caroline Suzanne, una famosa actriu. Immediatament Ed es fa càrrec de la situació, fent que George porti la seva esposa a l'hotel més proper, mentre ell l'escorta. Finalment aconsegueix trobar un hotel, lúgubre i de mala mort al mig del no res, atès per un nerviós conserge anomenat Larry Washington. Ed li demana ajuda a aquest per atendre Alice, que es troba en molt mal estat, alhora que ubica la família i l'actriu en diverses habitacions del lloc. Ed surt amb el seu cotxe al mig de la tempesta a la recerca d'ajuda mèdica i casualment es troba amb Paris Nevada, el cotxe de la qual s'ha avariat i la convida perquè pugi al seu. Ella puja i junts descobreixen una altra parella a la carretera, Lou i Ginny Isiana. La tempesta empitjora, suspenen la recerca i tornen a l'hotel.
Lou, Ginny i Paris són ubicats a l'hotel, als respectius dormitoris. Mentre són en les seves respectives habitacions, veuen com dos nous individus s'afegeixen al grup. Es tracta de Rhodes, un brusc policia, que porta en el seu cotxe a Robert Maine, un perillós criminal, per la qual cosa li demana a Larry que ubiqui a Maine en una habitació d'alta seguretat, quedant com a solució el bany, on és emmanillat a l'inodor.
Una vegada instal·lats els deu, comencen a tenir lloc una sèrie de fets misteriosos a l'hotel, que culmina amb la mort de cadascun d'ells, segons el número selecte de la seva habitació. Però al seu torn, descobriran que no semblen ser tan estranys; no es coneixen entre si, però comparteixen part de la seva vida sense voler-ho. No estan reunits allà per casualitat, el destí existeix per a bé o per a mal i diversos secrets sortiran a la superfície, producte d'un joc de les seves respectives identitats.

## Repartiment
- John Cusack: Ed Dakota
- Ray Liotta: Rhodes
- Amanda Peet: Paris Nevada
- John Hawkes: Larry Washington
- Alfred Molina: dr. Mallick
- Clea DuVall: Ginny Isiana
- Rebecca De Mornay: Caroline Suzanne
- John C. McGinley: George York
- William Lee Scott: Lou Isiana
- Jake Busey: Robert Maine
- Pruitt Taylor Vince: Malcolm Rivers
- Leila Kenzie: Alice York
- Bret Loehr: Timmy York
- Marshall Bell: Fiscal
- Carmen Argenziano: Advocat

## Premis
El film va obtenir 6 nominacions:
- Premis Saturn de l'Acadèmia de Cinema de terror, fantàstic o de ciència-ficció: Millor pel·lícula d'acció, thriller o aventura i millor edició Especial de DVD.
- Premis Bram Stoker:' Millor guió
- Premis Teen Choice Award:' Millor Pel·lícula de terror o thriller
- Premis Golden Trailer': Millor Pel·lícula de terror o thriller
- International Horror Guild:' Millor Pel·lícula de terror o thriller